# World library of folk and primitive music, vol. 8: France
World library of folk and primitive music, vol. 8: France es un recopilatorio de las grabaciones realizadas por Alan Lomax y otros,  entre los años diez (primeras grabaciones) y cincuenta en Francia y relanzado como recopilatorio en 2002, (ampliado en esta edición por  Claudie Marcel-Dubois and Marguerite Andral'), con otros dedicados a los distintos países visitados por Lomax y donde hizo grabaciones de música tradicional y folk, de la serie World library of folk and primitive music, editado en los años cincuenta por Columbia.

## Listado de canciones
1. Briolée (Plowing Song). 2:06. Henri Viaud
2. Bourrée Droite. 1:58
3. Les Fils de la Vierge (The Web of the Virgin). 1:48
4. Para Lo Lop (Beware of the Wolf). 1:12. Raymond Jabrier
5. J'Avais une Maîtresse (I Had a Fiancée). 1:58. F. Lechanteur
6. Marche de Noche (Wedding March). 0:57. Jochim Poitevineau
7. La Boulangère (The Baker Woman). 0:49. Joachim Poitevineau
8. La Catin (The Trollop). 1:45
9. M'Y Promenant le Long de Ces Verts Prés (While Strolling Across ...). 1:47. Florentine Chaloni
10. A la Cour du Palais (In the Palace Courtyard). 2:22. Claude Roussel
11. Ronds d'Loudia (Loudeac Round Dances). 2:50. Pierre Crépillon
12. Pachpi (Passepied). 1:27. Loeiz Ropars, Le Behon, Roger
13. Gavotte de Guémené-Sur-Scorff. 0:53. Liboux
14. Me M'Eus Bet Plijadur E Lambaol A-Wechou (Sometimes I Had Fun at ...). 1:45. Jakez Kalvez
15. Dans Tro Plin (Circle Dance). 2:35. Bagad Kemper.
16. Volée de Cloches (The Pealing of Bells). 1:37
17. Bourrée .0:40. Michel Tournadre
18. Passage d'Un Troupeau de Brebis (Flock of Sheep). 1:32
19. Au Boué de Ma Tante (In My Aunt's Wood).0:59 .Albert Fourgon
20. La Cayrolaise (The Girl from Cayrol) .1:33 .Casimir Blanchet
21. Farandole1:15
22. La Pico (The Pike).1:46 . Marius Fabre, André Fabre
23. Rigaudon. 1:08 .Etienne Escale
24. Sonnailles (Cow Bells) . 1:44
25. Courantes .2:03 .Bernard Desblancs
26. Cris de la Rue (Street Cries). 1:26. Carlito Oyarzun
27. Deux Rondeaux. 2:58. Luc Charles-Dominique
28. Castagno (Chestnut). 0:40. Narcisse Castello
29. Pastourelle. 1:10. François Casabonne-Trey
30. Le Diable (The Devil). 0:53. Abbé Baraudiarau
31. Isvegliati la Mio Musa (Awake, Oh My Muse). 2:41
32. Tantum Ergo (Paghjella). Jules-François Rocchi. 2:43
33. Comu Ghjè Ch'ell Ùn Mi Scrivi (How Long It Is, Since Last You Wrote to. 2:39. Mathieu Fioconi
34. Tribbiera (Threshing Song). 2:37. Jean-Toussaint Rocchi
35. Sò Stata Aall' Ortu (Lullaby and Narrative). 1:23. Maria-Letizia Guerrini
36. Bortian Ahusquy. 1:42. Sauveur Harambure
37. Bertsolari (Improvisation). 2:48. L. Mattin, J. Meltxor
38. Bulun Bat (Lullaby). 0:35. Marie-Jeanne Etchevery
39. Bat Eta Esperanza (One for Hope). 1:07
40. Etsenko Nausiaren Osagarriari (To the Health of Your Host). 0:21
41. Marche de Mascarade. 0:50. Arnaud Laxague
42. Montée des Trouupeaux en Fanfare aux Alpages de Munster, Haut-Rhin .... 1:44. Groupe d'Oberseebach
43. Polka Vosgienne (Polka of the Vosges). 1:19. Pierre Marchal, René Bernard,
44. Carnaval À la Guadeloupe (Carnival in the Style of la Guadeloupe). 2:09. L'Avenir Brass Band